# P'tit Basque
P'tit Basque est une marque commerciale du secteur agroalimentaire appartenant au groupe Lactalis désignant un fromage industriel commercialisé à partir de 1997.

## Caractéristiques
C'est un fromage à pâte pressée non cuite fait à base de lait de brebis pasteurisé, de 70 jours de maturation.

## Matières premières agricoles et additifs employés
- Lait de brebis pasteurisé ;
- sel ;
- présure ;
- chlorure de calcium (E509) ;
- ferments lactiques ;
- colorants de croûte : 
  - caramel ;
  - roucou (E160b) ;
- conservateur : 
  - natamycine (E235)

Le fromage fini contient environ 45 % de graisse 

## Poids et aspect

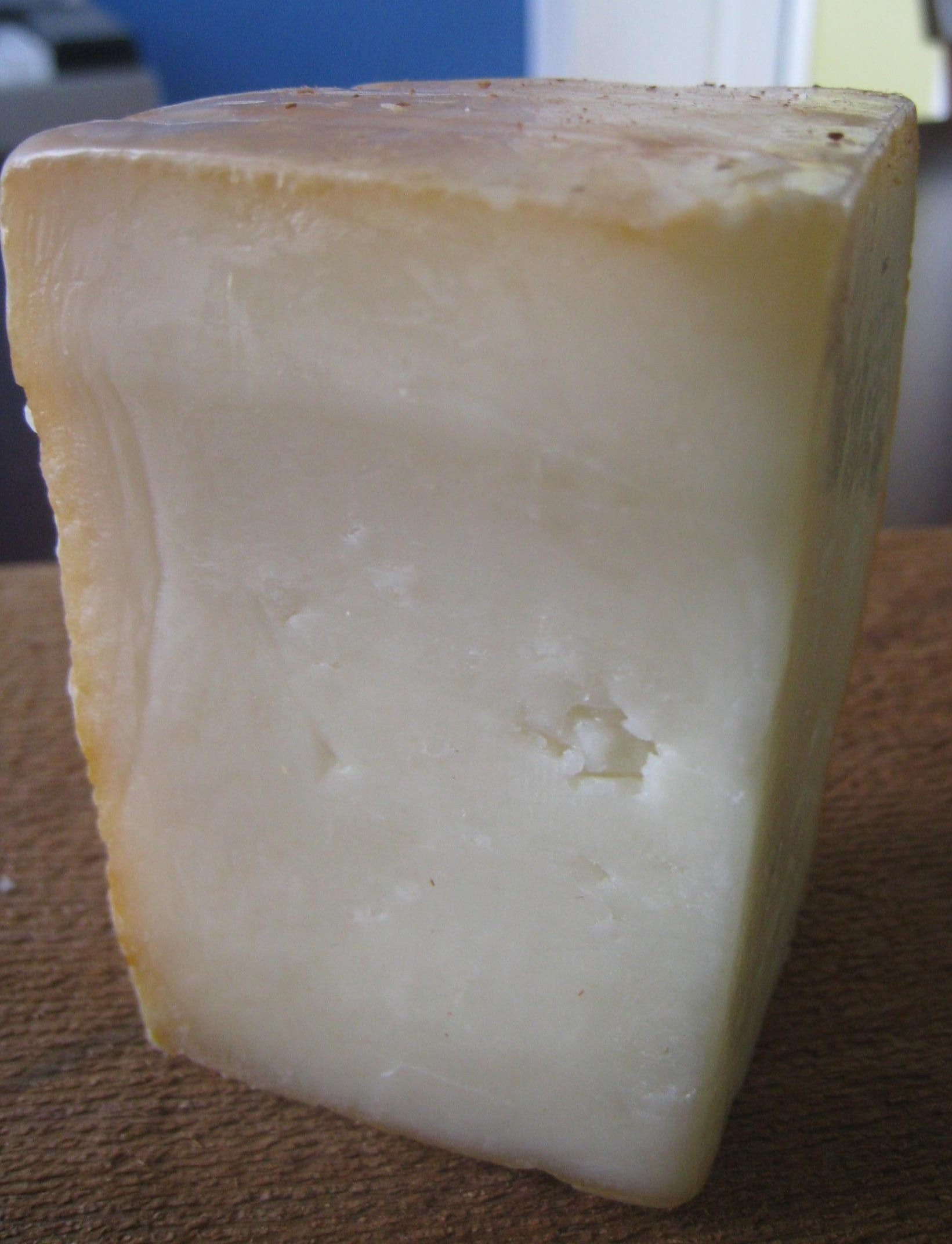

Il se couvre d'une croûte marron dure et claire sculptée de vagues. Chaque fromage est relativement petit et pèse 550 g.

## Fromagerie
La fromagerie est implantée à Larceveau, au Pays basque depuis 1964. La marque appartient au groupe Lactalis.